# Württemberger Hof (Mainhardt)
Der Württemberger Hof ist ein dem Mainhardter Teilort Hütten zugehöriger Wohnplatz. Er hat sechs Wohnhäuser.

## Geographie
Der kleine Ort mit einem Dutzend Hausnummern liegt auf der linken, nordöstlichen Hangschulter über dem bewaldeten Tal des Moosbachs. Diesseits der Talmulde steht ein schmaler Saum von Obstwiesen vor den wenigen Häuser, umgeben von recht flacher, offener Landschaft mit Wiesen und Feldern, jenseits dominiert der Wald. Weniger als einen halben Kilometer entfernt liegt der 0,8 ha große, vom Moosbach durchflossene Töbelsee. Die wenig befahrene Erschließungsstraße berührt den Ort im Norden und führt von Hütten im Westnordwesten nach dem Weiler Mönchsberg jenseits des Buchwaldes im Ostsüdosten.

## Geschichte
Der Württemberger Hof, Bäumlesfeld und Traubenmühle kamen 1504 als Zubehör des Amts Weinsberg von der Kurpfalz an Württemberg. Der Württemberger Hof wurde um 1528 zeitweise Miltenberger Hof genannt, wohl nach dem Namen eines Besitzers.

## Demographie
Im Jahr 1852 hatte der Württemberger Hof 38 Einwohner.